# Autosuffisance

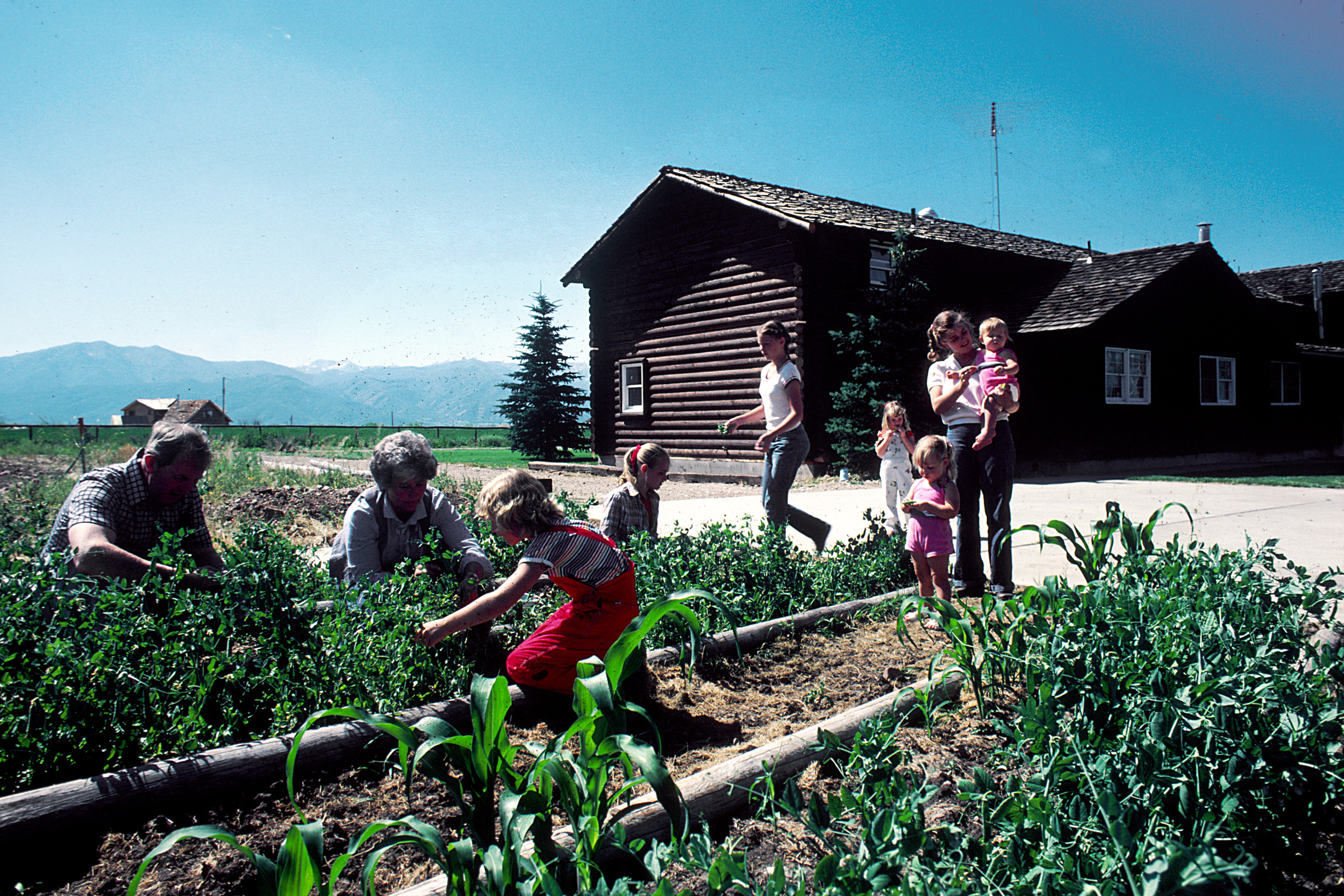
Divers membres d'une famille caucasienne sont visibles dans un jardin, en train de cueillir des haricots. À l'arrière-plan, on peut voir une ferme et des montagnes. C'est une journée d'été. Ces personnes font partie d'une grande famille mormone, actuellement étudiée pour son faible taux de mortalité dû au cancer.

 (octobre 2018).
Si vous disposez d'ouvrages ou d'articles de référence ou si vous connaissez des sites web de qualité traitant du thème abordé ici, merci de compléter l'article en donnant les références utiles à sa vérifiabilité et en les liant à la section « Notes et références ».
L'autosuffisance fait référence à la capacité d'une personne ou d'un groupe de subvenir à ses propres besoins, par exemple en ce qui concerne l'alimentation (autoconsommation) et l'énergie.

## Concept

### En géopolitique
L'autosuffisance est utilisé en géopolitique pour comprendre l'indépendance d'un pays en matière de ressources nécessaires à son bon fonctionnement. L'autosuffisance alimentaire est une priorité variable selon les gouvernements et selon les États. La sécurité alimentaire parfaite est atteinte lorsque l'autosuffisance alimentaire est totale.
Toutefois, la division du travail qui accompagne la spécialisation dans les sociétés capitalistes modernes pousse souvent à l'abandon de la production de certaines denrées, importées d'ailleurs. Aussi, peu d’États peuvent prétendre détenir sur leur territoire l'intégralité des ressources nécessaires à la satisfaction de sa demande intérieure.
L'autosuffisance, si elle est souvent considérée comme souhaitable, n'est pas nécessairement possible. Des zones désertiques par exemple sont déficitaires en nourriture. Quant à l'utilisation de produits chimiques, elle peut rendre une terre stérile.

### En philosophie
L'autosuffisance est l'objet de réflexions philosophiques. Elle est parfois exprimée comme un idéal d'indépendance « spirituelle » ou « morale ». Elle est exprimée en grec ancien par le mot autarkeia, qui donne en français autarcie. 
Diogène de Sinope la professait au sein du mouvement cynique. Aristote distingue l'autosuffisance politique (celle d'une cité capable d'assouvir tous ses besoins vitaux) de l'autosuffisance divine, qui est le fait de se suffire pleinement à soi-même, et qui ne peut être atteint que par les Dieux. L'humain, étant un animal politique, a besoin d'une cité dans laquelle s'épanouir.

## Degrés

### Autosuffisance totale
L'autosuffisance totale est imposée par les ressources de la nature pour les groupements humains vivant en autarcie. L'économie d'autosuffisance est prévalente dans les sociétés où la production et la consommation sont locales.
L'autosuffisance totale peut être recherchée au niveau d'une infrastructure. L'approche Haute qualité environnementale consiste à créer des maisons (construction passive), quartiers (écoquartier) ou villes capable de produire leur propre énergie et de réduire et recycler leurs déchets en les « valorisant ». La FAO elle-même encourage le retour ou le maintien d'une petite agriculture (jardinage et élevage) de subsistance et de proximité dans les villes et banlieues des pays pauvres.

### Autosuffisance partielle
L'autosuffisance est souvent utilisée dans un sens partiel. Il s'agit par exemple de l'autosuffisance énergétique (ou indépendance énergétique), obtenue ou recherchée en associant les économies d'énergie, l'efficience énergétique aux énergies renouvelables (solaire, éolien, géothermie, puits canadien et autres, certains y ajoutant le nucléaire. Il peut aussi s'agir de l'autosuffisance financière, qui permet à un État ou une entreprise de se financer sans contracter de dette extérieure.
L'autosuffisance médicale concerne la qualité d'un pays qui dispose en son sein de tout le matériel médical nécessaire pour affronter des maladies, voire des pandémies. L'autosuffisance en matière de défense est son pendant militaire. 
Certains, comme Hermann Scheer (député allemand, prix Nobel alternatif de 1999), considèrent l'autosuffisance (au moins concernant les ressources vitales) comme un des éléments nécessaires au développement soutenable et à la paix en tant qu'évitant les conflits pour l'accès aux ressources pas, peu, difficilement, lentement ou coûteusement renouvelables (pétrole, bois, poissons par exemple), ou le règlement de la dette des pays pauvres. L'autosuffisance n'exclut pas de larges échanges dans les domaines de la culture, de la communication et de la coopération ou de la gestion collaborative de ressources partagées.
Elle est un moyen de diminuer l'empreinte énergétique ou l'empreinte écologique d'une collectivité ou d'un pays.